# Bulevard
Bulevard je mjesni odbor grada Rijeke.

## Spomenici i znamenitosti
- Park Lole Ribara; tzv. "Vodovod"
- Stube Petra Kružića

## Vanjske poveznice
- http://www.rijeka.hr/bulevard